# Клён Стевена
Клён Стевена, или клён гирканский (лат. Acer hyrcanum) — вид деревьев рода Клён (Acer) семейства Сапиндовые (Sapindaceae). Естественный ареал — Балканский полуостров и западная Азия.

## Ботаническое описание

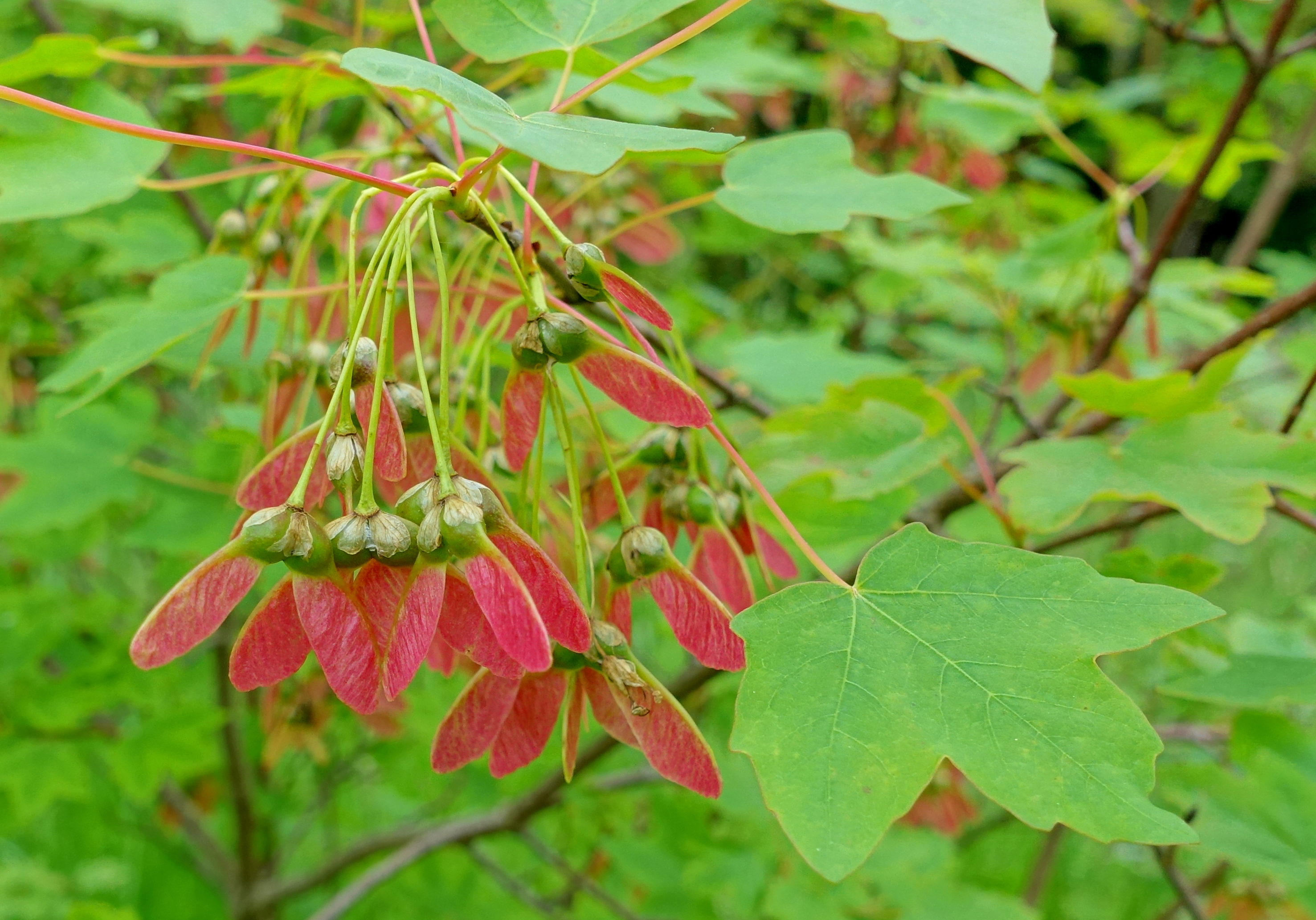
Acer hyrcanum

Дерево или многоствольный кустарник высотой до 2 метров с тёмно-серо-коричневой корой и изначально опушёнными побегами. Пергаментоподобные листья пятилопастные, очень разнообразные, шириной от 3 до 10 сантиметров. Верхние доли срезаны почти под прямым углом, нижние — маленькие и яйцевидные. Край листа грубо зубчатый. Верхняя сторона листа зеленая, нижняя — голубовато-зелёная. Черешок длиной 10 сантиметров. Осенью листья приобретают желтые или красные цвета.
Желтовато-зелёные цветки расположены в коротких голых зонтиках. Появляются вместе с листьями в мае.
Плоды длиной 3 см, яйцевидные, голые, с прямостоячими или серповидными крыльями.
Число хромосом 2n = 26.

## Распространение и экология
Ареал распространения — Балканский полуостров, также встречается в западной Азии. Произрастает в сухих лесах и степях, на умеренно сухих, слабокислых и щелочных, богатых питательными веществами, песчано-суглинистых и песчаных почвах на солнечных и полутенистых местах. Вид теплолюбив и обычно морозоустойчив.

## Систематика
Впервые вид был описан в 1838 году Фёдором Богдановичем фон Фишером и Карлом Антоновичем Мейером в «Index Seminum, quae Hortus Botanicus Imperialis Petropolitanus pro Mutua Commutatione Offert. Accedunt Animadversiones Botanicae Nonnullae».

## Использование
Изредка выращивается в ботанических садах. В Санкт-Петербурге, в парке Ботанического сада Петра Великого БИН РАН плодоносит.